# Diamante (chanteuse)
Pour les articles homonymes, voir Diamante.
Diamante Azzura Bovelli, née le 7 septembre 1996 et connue sous le mononyme de Diamante, est une chanteuse américaine.

## Carrière
En avril 2015, Diamante sort l'EP Dirty Blonde. Les singles Goodbye et Bite Your Kiss sortent en 2013 et 2014 respectivement.
La première œuvre largement diffusée de Diamante est le single Haunted en 2017. Son album Coming in Hot sort sous Better Noise Records le 15 juin 2018 et comprend les chansons Sleepwalking et War Cry. En 2017, elle fait les chœurs sur la reprise de All That Remains de la chanson de Garth Brooks The Thunder Rolls, sortie sur l'album Madness.
En 2018, elle est invitée à chanter sur la chanson Hear Me Now des Bad Wolves, issue du premier album du groupe, Disobey, qui a atteint la première place à la radio active rock. Du début à la mi-2019, elle tourne en soutien à Breaking Benjamin pour promouvoir davantage son album. Fin 2019, elle entame sa toute première tournée en tête d'affiche, la tournée Blue Balls Holiday.
Le 17 janvier 2020, elle annonce son départ de Better Noise Music et sort le single Obvious. Une version acoustique de la chanson sort le 14 février 2020. Le 17 avril, Diamante sort le troisième single, Serves You Right, puis le 29 mai, elle sort le quatrième single, Ghost Myself. Sa reprise de la chanson Iris des Goo Goo Dolls est sortie le 10 juillet 2020 et présente Benjamin Burnley, le leader de Breaking Benjamin.
En avril 2021, Diamante annonce que son deuxième album studio, American Dream, sortira le 7 mai. En 2021 et 2022, Diamante est apparue dans plusieurs festivals et a tourné en première partie de Shinedown et The Pretty Reckless pour promouvoir son album.
Le 28 octobre 2022, Diamante sort un EP tribute intitulé The Diamond Covers.
Le 10 Novembre 2023, Diamante sort un nouveau single intitulé "1987", le premier single d'un album studio à venir.

## Discographie

### Albums studios
| Titre          | Détails                                        |
| -------------- | ---------------------------------------------- |
| Coming in Hot  | - Sortie : 15 Juin 2018 - Label : Better Noise |
| American Dream | - Sortie : 7 Mai 2021 - Label : Anti-Heroine   |

### Extended plays
| Titre              | Détails du PE                                                                                        |
| ------------------ | --- |
| Drity Blonde       | - Sortie : 7 avril 2015 - Label : Disques certifiés diamant, - Format : EP, téléchargement numérique |
| The Diamond Covers | - Sortie : 28 October 2022 - Label : Anti-Heroine - Format: téléchargement numérique                 |

### Singles

#### En tant qu'artiste principal
| Titre                            | Année | Meilleure place | Meilleure place | Album              |
| Titre                            | Année | US Air.         | US Main.        | Album              |
| -------------------------------- | ----- | --------------- | --------------- | ------------------ |
| Bite Your Kiss                   | 2014  | -               | -               | single hors album  |
| Coming In Hot                    | 2017  | -               | -               | Coming In Hot      |
| Haunted                          | 2018  | 38              | 13              | Coming In Hot      |
| Obvious                          | 2020  | -               | -               | American Dream     |
| Serves You Right                 | 2020  | -               | -               | American Dream     |
| Ghost Myself                     | 2020  | -               | -               | American Dream     |
| Iris (avec Breaking Benjamin)    | 2020  | -               | -               | American Dream     |
| I Love Myself for Hating You     | 2020  | -               | -               | American Dream     |
| "Difícil De Amar                 | 2022  | —               | —               | Single hors album  |
| "American Dream" (featuring Lit) | 2022  | —               | —               | Single hors album  |
| "Running Up That Hill"           | 2022  | —               | —               | The Diamond Covers |
| "Like a Prayer"                  | 2022  | –               | –               | The Diamond Covers |
| "1987"                           | 2023  | –               | –               | Single hors album  |

#### En tant qu'artiste invitée
| Titre                                                   | Année | Meilleure place | Meilleure place | Album   |
| Titre                                                   | Année | US Main.        | US Rock (en)    | Album   |
| ------------------------------------------------------- | ----- | --------------- | --------------- | ------- |
| The Thunder Rolls (All That Remains featuring Diamante) | 2017  | 23              | 26              | Madness |
| Hear Me Now (Bad Wolves featuring Diamante)             | 2018  | 2               | 25              | Disobey |

### Vidéos musicales
| Titre                         | Année | Directeur(s)           | Réf.   |
| ----------------------------- | ----- | ---------------------- | ------ |
| Goodbye                       | 2013  | Felipe Holguin Caro    | [ 18 ] |
| Bite Your Kiss                | 2014  | CODENAME               | [ 19 ] |
| Coming in Hot                 | 2017  | Nayip Ramos            | [ 20 ] |
| Had Enough                    | 2018  | Voie de Sofia          | [ 21 ] |
| I'm Sorry                     | 2018  | Ben Guzman, Ryan Ewing | [ 22 ] |
| Haunted                       | 2018  | Postas                 | [ 23 ] |
| Bulletproof                   | 2018  | Postas                 | [ 24 ] |
| Black Heart (acoustique)      | 2018  | Postas                 | [ 25 ] |
| Lo Siento                     | 2019  | Postas                 | [ 26 ] |
| Sleepwalking                  | 2019  | Postas                 | [ 27 ] |
| When I'm Not Around           | 2019  | Postas                 | [ 28 ] |
| Iris (avec Breaking Benjamin) | 2020  | Alyson Coletta         | [ 29 ] |
| Obvious                       | 2020  | Kevin Garcia           | [ 30 ] |
| Ghost Myself                  | 2020  | Kevin Garcia           | [ 31 ] |
| Ghost Myself (version 2)      | 2021  | Nayip Ramos            | [ 32 ] |